# Ereteken voor meester-scherpschutter op geweer voor schepelingen van de Koninklijke Marine
Het Eereteeken voor Meester-Scherpschutter op geweer der Koninklijke Marine werd
ingesteld door Koningin Wilhelmina der Nederlanden bij Koninklijk besluit no. 44 van 8 september 1906. In een tweede KB van 7 oktober 1912, no. 57 werden de regels aangevuld en gewijzigd. Het verviel bij K.B. van 10 april 1931 no. 21.Beschikking van 18 april 1931 III afdeling
A no.75

Het ereteken werd tussen 1912 en 1930 eenmaal per jaar uitgereikt aan de winnaar van de jaarlijkse schietwedstrijd van de Koninklijke Marine. De onderscheiding is dan ook zeer zeldzaam.

## Het versiersel
Het ereteken heeft de vorm van een verguld zilveren lauwerkrans van 30 bij 32 millimeter waarop twee gekruiste geweren en een staand onklaar anker zijn gelegd. Het geheel wordt gedekt door een eveneens verguld zilveren beugelkroon van 15 bij 16 millimeter.
De keerzijde van de onderscheiding is vlak.
Men droeg de decoratie vastgespeld op de linkerborst. Het Ereteken voor meester-scherpschutter op geweer voor schepelingen van de Koninklijke Marine werd niet aan een lint gedragen maar er was wel een baton. Het lint daarvan was rood, wit en blauw als de Nederlandse vlag maar in verticale banen. Op het baton werd een gouden onklaar anker gedragen. Wanneer een schepeling meerdere eretekens won bleef het toch bij dat ene anker.
Het ereteken werd vervaardigd bij de firma Citroen in 's-Gravenhage. 